# We Weren't Born To Follow
We Weren't Born To Follow singl je američkog rock sastava Bon Jovi s njihovog jedanaestog studijskog albuma The Circle. Singl je objavljen 17. kolovoza 2009. godine.